# Thập niên 180 TCN
Thập niên 180 TCN hay thập kỷ 180 TCN chỉ đến những năm từ 180 TCN đến 189 TCN.